# D-アルギニンデヒドロゲナーゼ
D-アルギニンデヒドロゲナーゼ(D-arginine dehydrogenase)または
D-アミノ酸デヒドロゲナーゼ(D-amino-acid dehydrogenase)は、D-アミノ酸をそれぞれ対応するケト酸に酸化するバクテリア酵素である。補因子としてフラビンと非ヘム鉄を含む。この酵素は広範囲の特異性を持ち、ほとんどのD-アミノ酸に作用する。
D-アミノ酸 + H2O + 受容体 {\displaystyle \rightleftharpoons } 2-オキソ酸 + NH3 + 還元型受容体
この反応は、第二基質に酸素を用いるD-アミノ酸オキシダーゼによる酵素反応とは異なり、このデヒドロゲナーゼはいくつかの電子受容体を用いることが可能で、補酵素Qのような生理学的基質を用いる。